# Rosny-sous-Bois
Rosny-sous-Bois település Franciaországban, Seine-Saint-Denis megyében. Lakosainak száma 45 947 fő (2022. január 1.). Rosny-sous-Bois Bondy, Montreuil, Neuilly-Plaisance, Noisy-le-Sec, Villemomble és Fontenay-sous-Bois községekkel határos.

## Népesség
A település népessége az elmúlt években az alábbi módon változott:
| Lakosok száma | 43 802 | 44 728 | 45 663 | 46 207 | 46 043 | 46 024 | 45 442 | 45 655 | 45 947 |
|               | 2013   | 2015   | 2016   | 2017   | 2018   | 2019   | 2020   | 2021   | 2022   |